# Tuqa Timur
Tuqa Timur (auch Toga Timur oder Tuga Timur) war der dreizehnte Sohn Dschötschis und ein jüngerer Bruder der bedeutenden Mongolenkhane Batu und Orda. Weitere namhafte Brüder waren Berke und Scheibani.
Die wenigen halbwegs zeitgenössischen Informationen zu ihm stammen von dem persischen Wesir und Historiker Raschid ed Din (* 1247, gest. 1318). Sie werden besonders von Abu’l Ghazi, einem Khan und Historiker des 17. Jh. ergänzt, gerade auch im Hinblick auf seine Nachkommen.
Und zwar zählte Tuqa Timur zusammen mit Orda und Scheibani zu dem „linken“, d. h. sibirischen Flügel der Goldenen Horde. In den Machtkämpfen um die Wahl des Großkhans Möngke um 1250 eskortierten er und Berke diesen mit ihren Truppen zum Kuriltai (zurück) in die Mongolei. Glaubt man Abu’l Ghazi, so wäre er von Berke Khan (reg. 1256–1267) zur Annahme des Islams überredet worden.
Tuqa Timur hatte vier Söhne: Uz Timur, Bayan, Bay Timur und Ked Timur.
Uz Timur wurden laut Abu’l Ghazi von Möngke Timur Khan (reg. 1267–1280) zwei Städte auf der Krim zugesprochen. Unter seinen Nachkommen waren der Khan der Weißen- und Goldenen Horde Toktamisch und ein Khan in der Goldenen Horde, Ulug Mehmed. Abu’l Ghazi listet auch den Khan Urus unter seinen Nachkommen auf.
Ein Zweig der Dschingisiden, die Tuqay-Timüriden, die ab 1599 als Dschaniden im Khanat Buchara herrschten, bezogen sich auf ihn als ihren Ahnherren.